# Spiror
Spiror (Pedicularis) är ett släkte av snyltrotsväxter. Spiror ingår i familjen snyltrotsväxter.

## Dottertaxa till Spiror, i alfabetisk ordning

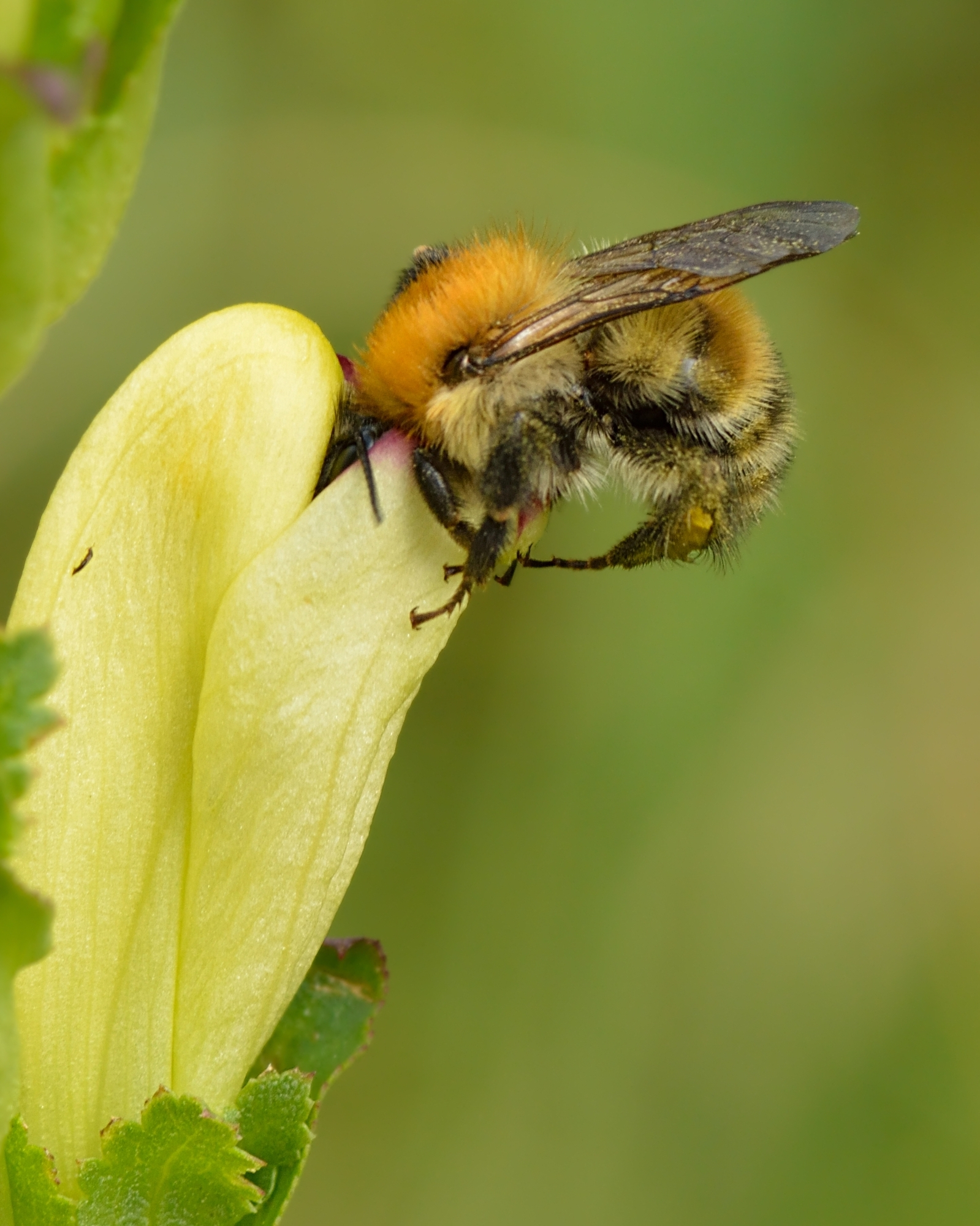

## Bildgalleri

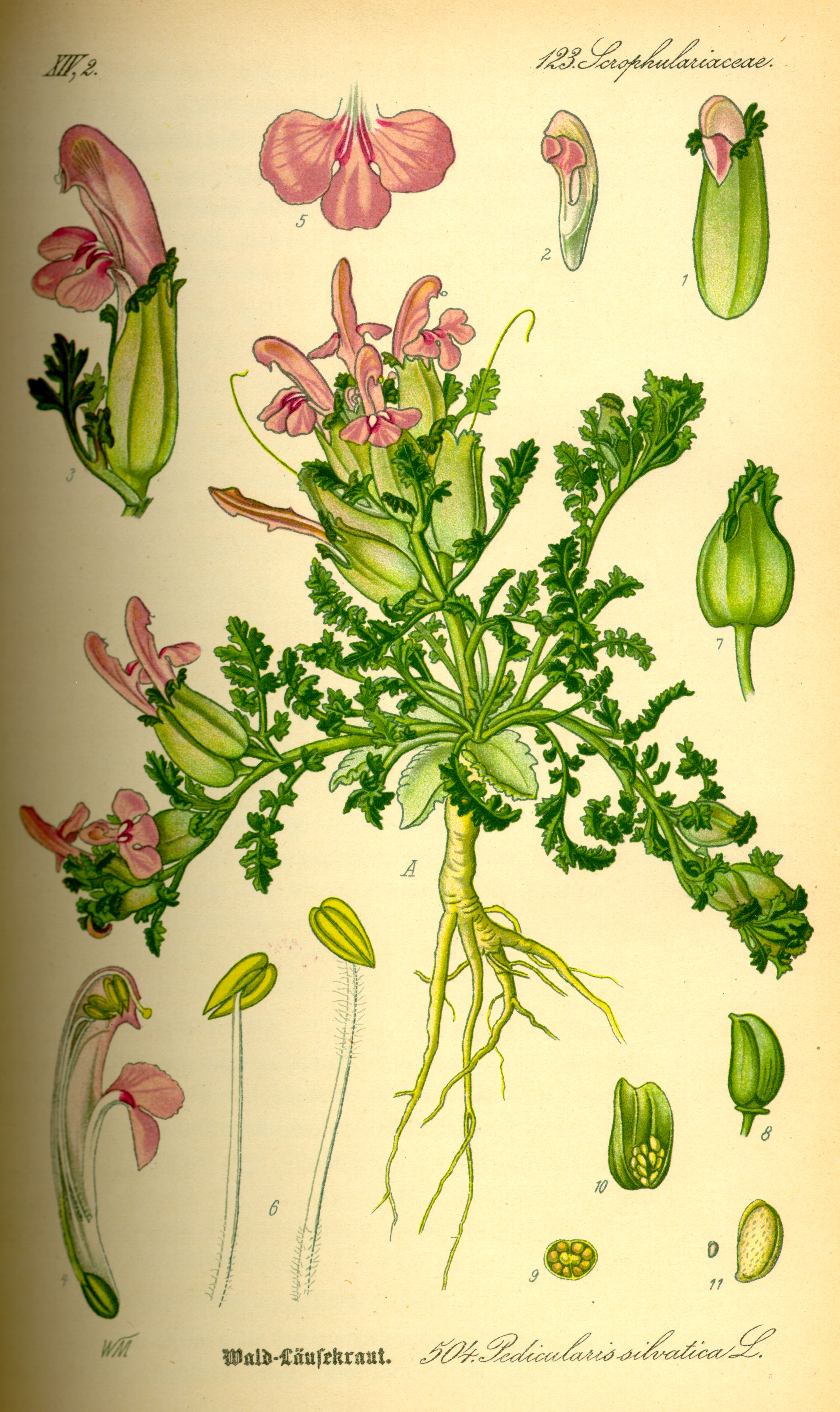
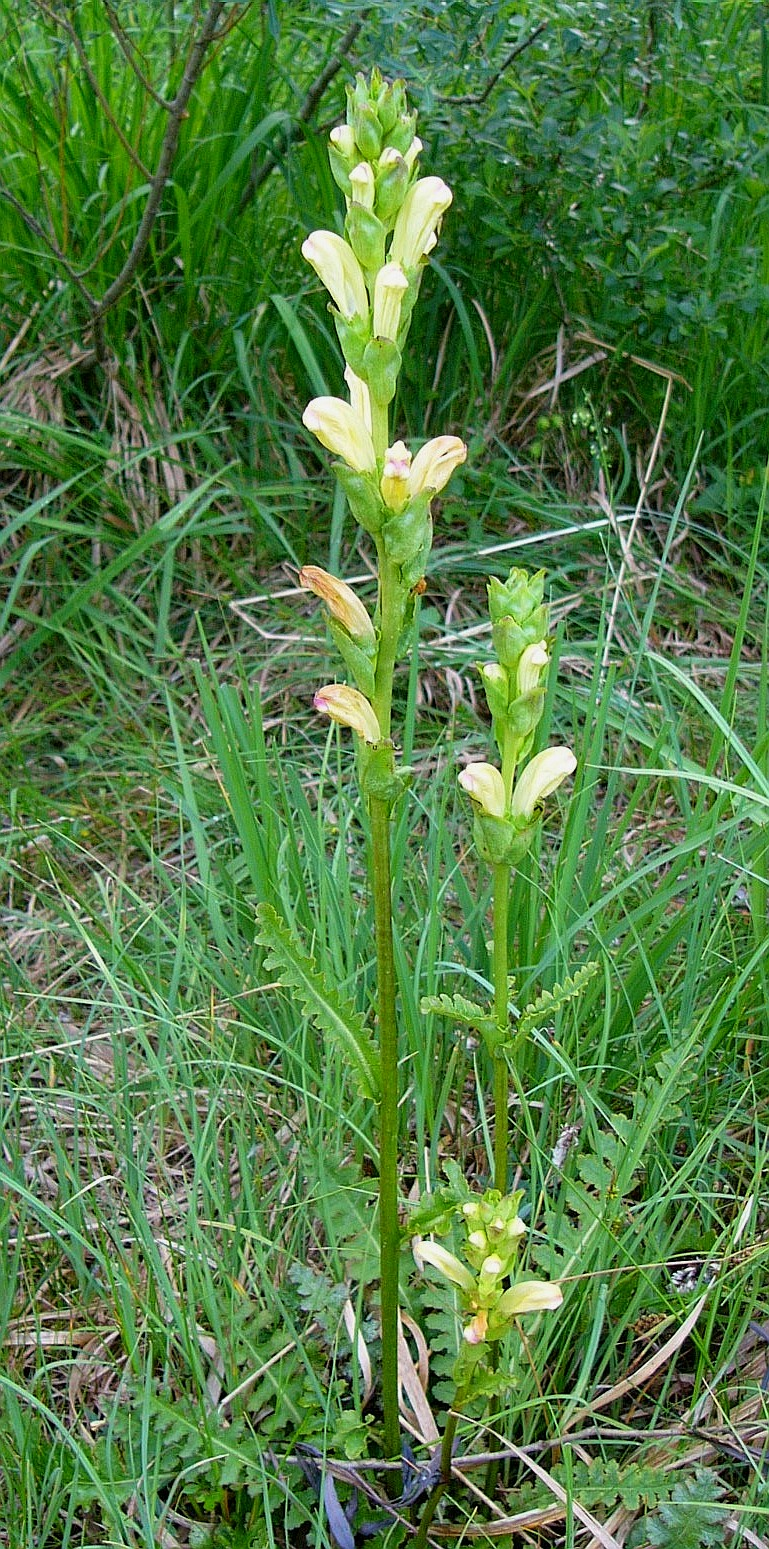
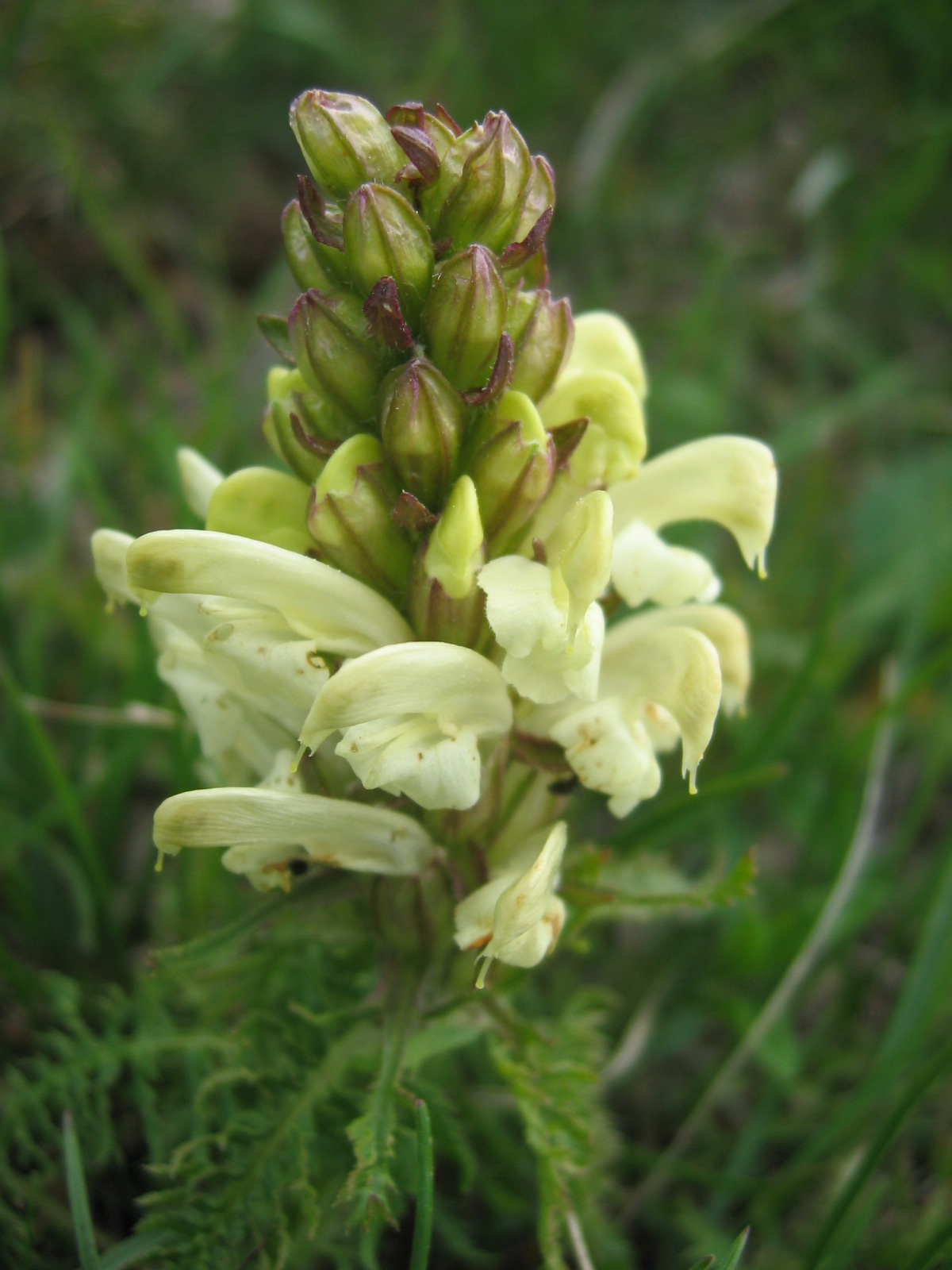
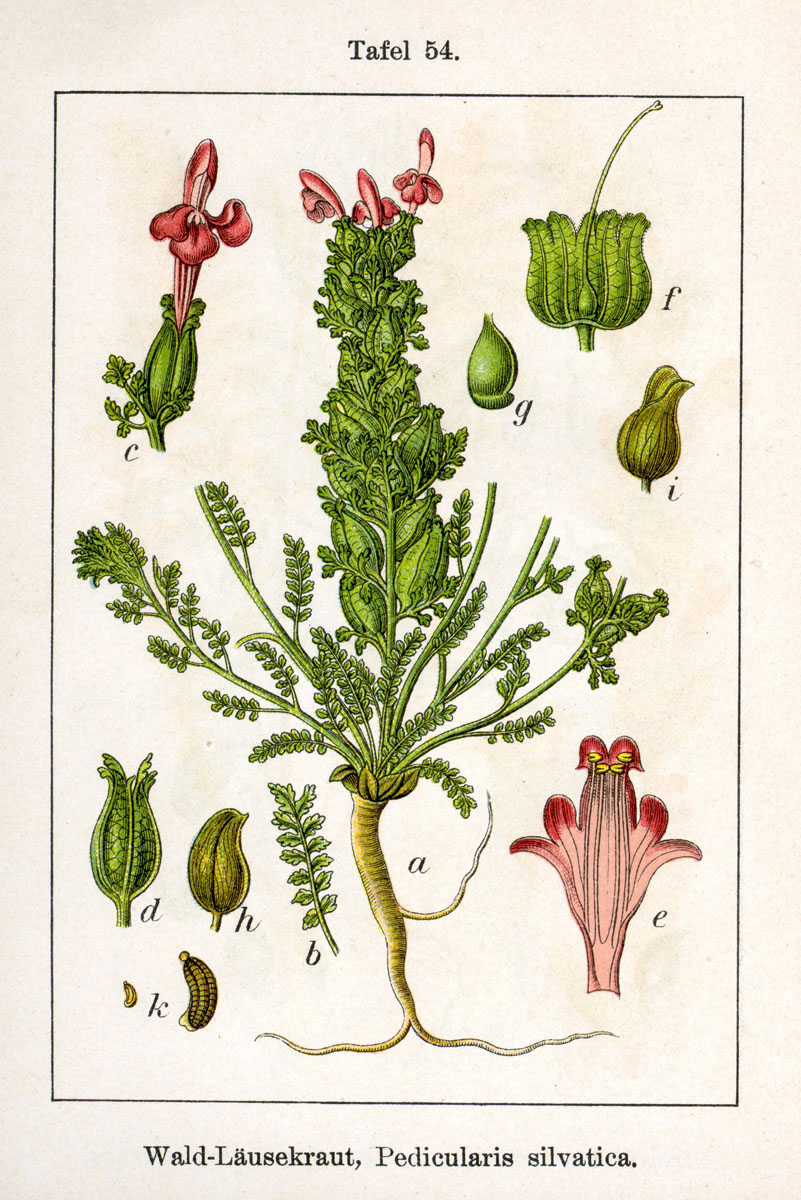
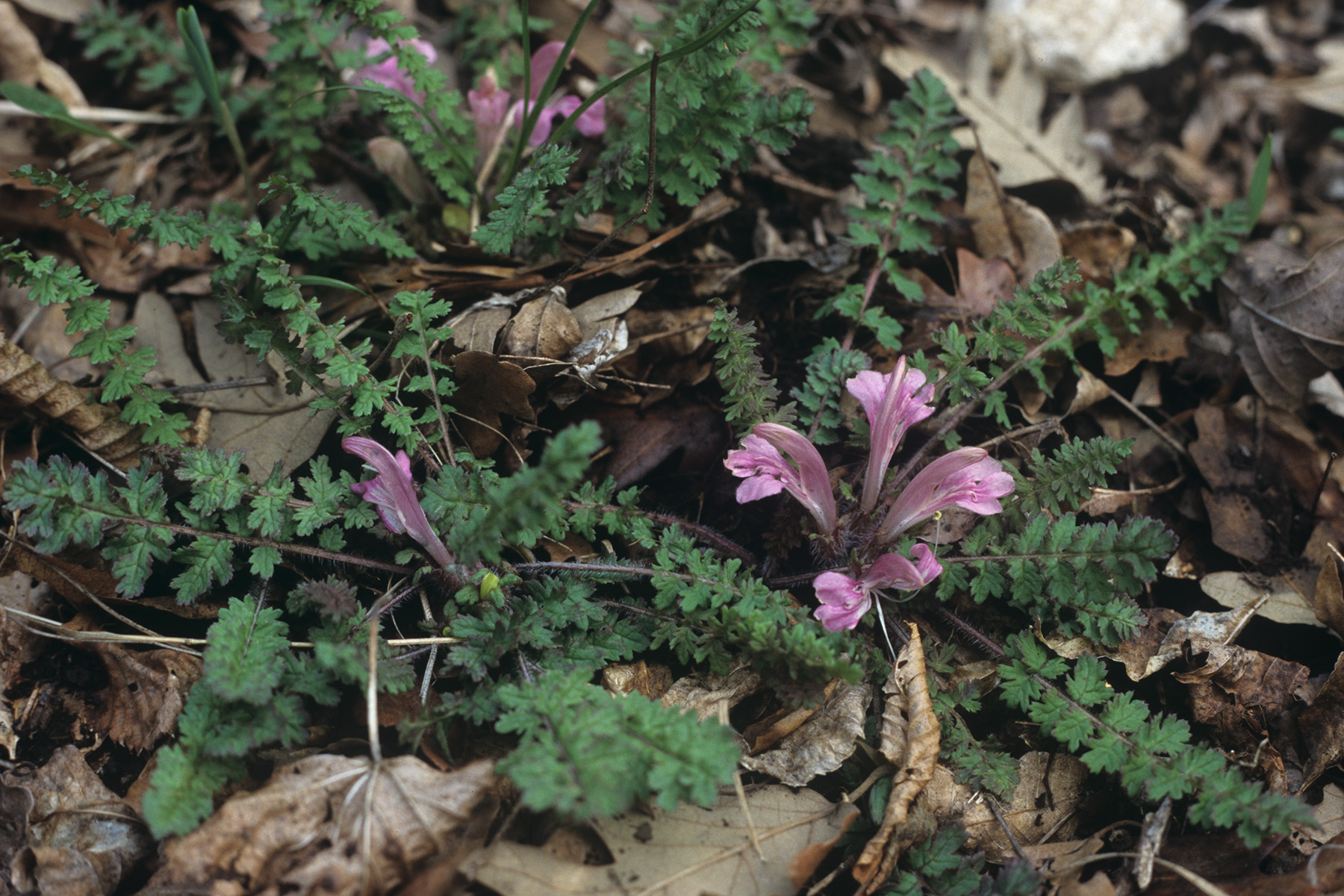
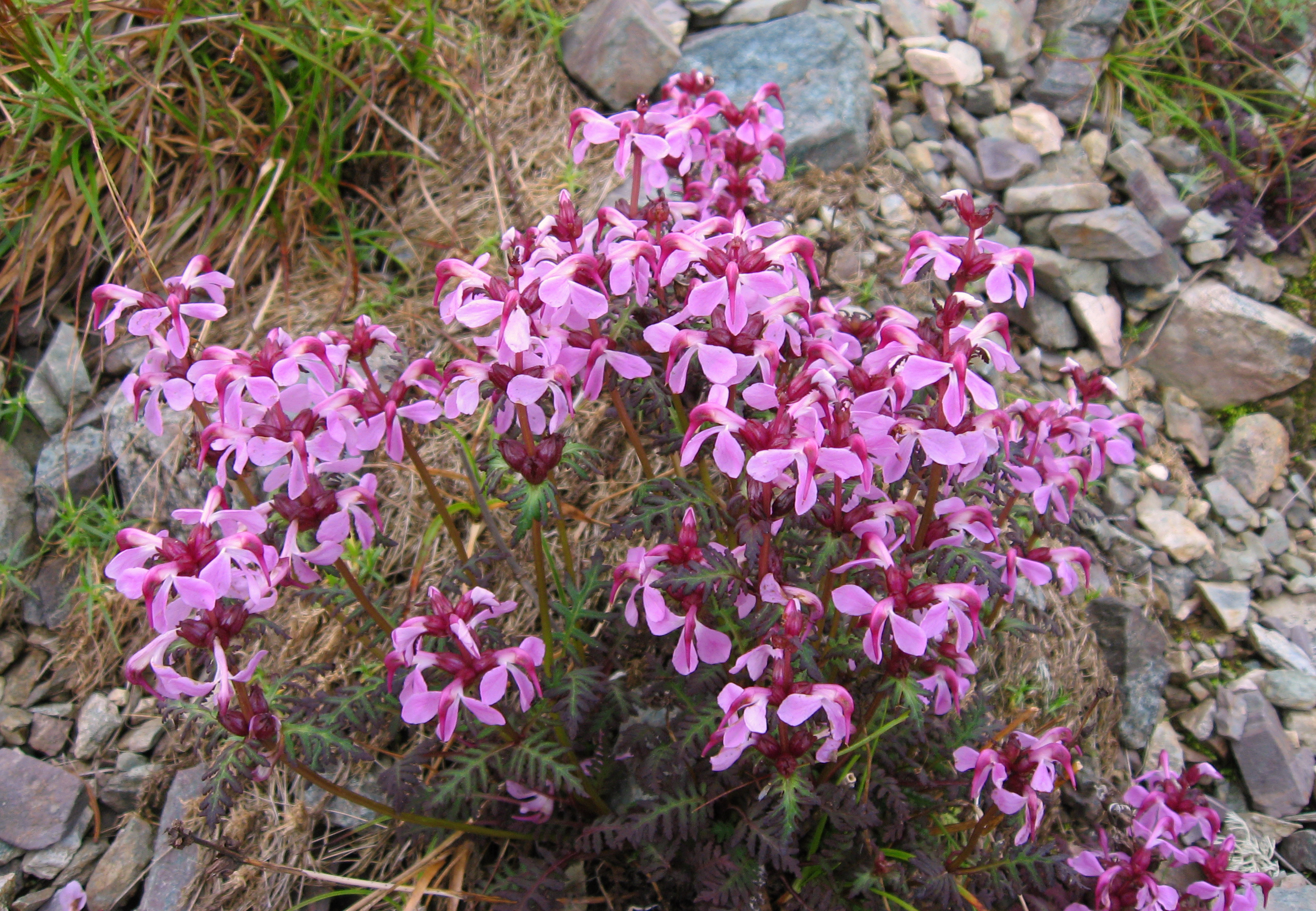

## Dottertaxa till Spiror, i alfabetisk ordning[1]
- Pedicularis abrotanifolia
- Pedicularis acaulis
- Pedicularis achilleifolia
- Pedicularis acmodonta
- Pedicularis adunca
- Pedicularis afghanica
- Pedicularis alaica
- Pedicularis alaschanica
- Pedicularis alatauica
- Pedicularis albertii
- Pedicularis albiflora
- Pedicularis allorrhampha
- Pedicularis aloensis
- Pedicularis alopecuroides
- Pedicularis alopecuros
- Pedicularis altaica
- Pedicularis altifrontalis
- Pedicularis amoena
- Pedicularis amoeniflora
- Pedicularis amplicollis
- Pedicularis amplituba
- Pedicularis anas
- Pedicularis angularis
- Pedicularis angustifolia
- Pedicularis angustilabris
- Pedicularis angustiloba
- Pedicularis annapurnensis
- Pedicularis anomala
- Pedicularis anserantha
- Pedicularis anthemifolia
- Pedicularis apodochila
- Pedicularis aquilina
- Pedicularis arctoeuropaea
- Pedicularis armata
- Pedicularis armena
- Pedicularis artselaeri
- Pedicularis ascendens
- Pedicularis aschistorrhyncha
- Pedicularis asparagoides
- Pedicularis asplenifolia
- Pedicularis atra
- Pedicularis atropurpurea
- Pedicularis atroviridis
- Pedicularis attollens
- Pedicularis atuntsiensis
- Pedicularis aurantiaca
- Pedicularis aurata
- Pedicularis axillaris
- Pedicularis balkharica
- Pedicularis bambusetorum
- Pedicularis batangensis
- Pedicularis baumgartenii
- Pedicularis bella
- Pedicularis bhutanomuscoides
- Pedicularis bicolor
- Pedicularis bicornuta
- Pedicularis bidentata
- Pedicularis bietii
- Pedicularis bifida
- Pedicularis binaria
- Pedicularis bipinnatifida
- Pedicularis birmanica
- Pedicularis bomiensis
- Pedicularis brachychila
- Pedicularis brachycrania
- Pedicularis brachyodonta
- Pedicularis brachystachys
- Pedicularis bracteosa
- Pedicularis breviflora
- Pedicularis brevifolia
- Pedicularis brevilabris
- Pedicularis brevirostris
- Pedicularis breviscaposa
- Pedicularis cabulica
- Pedicularis cacuminidenta
- Pedicularis cadmea
- Pedicularis canadensis
- Pedicularis canescens
- Pedicularis capitata
- Pedicularis caucasica
- Pedicularis cenisia
- Pedicularis centranthera
- Pedicularis cephalantha
- Pedicularis cephalanthoides
- Pedicularis cernua
- Pedicularis chamissonis
- Pedicularis chamissonoides
- Pedicularis cheilanthifolia
- Pedicularis chengxianensis
- Pedicularis chenocephala
- Pedicularis chihuahuensis
- Pedicularis chinensis
- Pedicularis chingii
- Pedicularis cholashanensis
- Pedicularis chorgossica
- Pedicularis chroorrhyncha
- Pedicularis chumbica
- Pedicularis cinerascens
- Pedicularis clarkei
- Pedicularis collata
- Pedicularis columigera
- Pedicularis comosa
- Pedicularis compacta
- Pedicularis comptoniifolia
- Pedicularis condensata
- Pedicularis confertiflora
- Pedicularis confluens
- Pedicularis conifera
- Pedicularis connata
- Pedicularis contorta
- Pedicularis cooperi
- Pedicularis coreana
- Pedicularis cornigera
- Pedicularis corydaloides
- Pedicularis corymbifera
- Pedicularis cranolopha
- Pedicularis craspedotricha
- Pedicularis crassirostris
- Pedicularis crenata
- Pedicularis crenularis
- Pedicularis crenulata
- Pedicularis cristatella
- Pedicularis croizatiana
- Pedicularis cryptantha
- Pedicularis curvipes
- Pedicularis curvituba
- Pedicularis cyathophylla
- Pedicularis cyathophylloides
- Pedicularis cyclorhyncha
- Pedicularis cymbalaria
- Pedicularis cyrtorrhyncha
- Pedicularis cystopteridifolia
- Pedicularis czuiliensis
- Pedicularis daghestanica
- Pedicularis daltonii
- Pedicularis daochengensis
- Pedicularis dasyantha
- Pedicularis dasystachys
- Pedicularis daucifolia
- Pedicularis davidii
- Pedicularis debilis
- Pedicularis decora
- Pedicularis decorissima
- Pedicularis deltoidea
- Pedicularis densiflora
- Pedicularis densispica
- Pedicularis denudata
- Pedicularis deqinensis
- Pedicularis dhurensis
- Pedicularis dichotoma
- Pedicularis dichrocephala
- Pedicularis dielsiana
- Pedicularis diffusa
- Pedicularis dissecta
- Pedicularis dissectifolia
- Pedicularis dolichantha
- Pedicularis dolichocymba
- Pedicularis dolichoglossa
- Pedicularis dolichorhiza
- Pedicularis dolichostachya
- Pedicularis domzeyensis
- Pedicularis dubia
- Pedicularis duclouxii
- Pedicularis dudleyi
- Pedicularis dulongensis
- Pedicularis dunniana
- Pedicularis eburnata
- Pedicularis elata
- Pedicularis elegans
- Pedicularis elephantiflora
- Pedicularis elephantoides
- Pedicularis elisabethae
- Pedicularis elliotii
- Pedicularis elongata
- Pedicularis elsholtzioides
- Pedicularis elwesii
- Pedicularis eriantha
- Pedicularis eriophora
- Pedicularis ernesti-mayeri
- Pedicularis evrardii
- Pedicularis exaltata
- Pedicularis excelsa
- Pedicularis exigua
- Pedicularis fargesii
- Pedicularis fastigiata
- Pedicularis fengii
- Pedicularis ferdinandi
- Pedicularis fetisowii
- Pedicularis filicifolia
- Pedicularis filicula
- Pedicularis filiculiformis
- Pedicularis fissa
- Pedicularis flaccida
- Pedicularis flagellaris
- Pedicularis flammea
- Pedicularis flava
- Pedicularis fletcheri
- Pedicularis flexosoides
- Pedicularis flexuosa
- Pedicularis floribunda
- Pedicularis foliosa
- Pedicularis forrestiana
- Pedicularis fragarioides
- Pedicularis fragilis
- Pedicularis franchetiana
- Pedicularis friderici-augusti
- Pedicularis furbishiae
- Pedicularis furfuracea
- Pedicularis gagnepainiana
- Pedicularis galeata
- Pedicularis gammieana
- Pedicularis ganpinensis
- Pedicularis garckeana
- Pedicularis geniculata
- Pedicularis geosiphon
- Pedicularis gibbera
- Pedicularis giraldiana
- Pedicularis glabra
- Pedicularis glabrescens
- Pedicularis globifera
- Pedicularis gloriosa
- Pedicularis gongshanensis
- Pedicularis gordonii
- Pedicularis gracilicaulis
- Pedicularis gracilis
- Pedicularis gracilituba
- Pedicularis graeca
- Pedicularis grandiflora
- Pedicularis grigorjevii
- Pedicularis griniformis
- Pedicularis groenlandica
- Pedicularis gruiflora
- Pedicularis gruina
- Pedicularis gyirongensis
- Pedicularis gymnostachya
- Pedicularis gypsicola
- Pedicularis gyroflexa
- Pedicularis gyrorhyncha
- Pedicularis habachanensis
- Pedicularis hacquetii
- Pedicularis hemsleyana
- Pedicularis henryi
- Pedicularis heterodonta
- Pedicularis heteroglossa
- Pedicularis heydei
- Pedicularis hicksii
- Pedicularis hintonii
- Pedicularis hirsuta
- Pedicularis hirtella
- Pedicularis hoermanniana
- Pedicularis hoffmeisteri
- Pedicularis holocalyx
- Pedicularis honanensis
- Pedicularis hookeriana
- Pedicularis howellii
- Pedicularis humilis
- Pedicularis hyperborea
- Pedicularis hypophylla
- Pedicularis ikomai
- Pedicularis imbricata
- Pedicularis inaequilobata
- Pedicularis incarnata
- Pedicularis incisopetala
- Pedicularis inconspicua
- Pedicularis incurva
- Pedicularis infirma
- Pedicularis inflexirostris
- Pedicularis ingens
- Pedicularis insignis
- Pedicularis instar
- Pedicularis integrifolia
- Pedicularis interrupta
- Pedicularis ishidoyana
- Pedicularis iwatensis
- Pedicularis jainii
- Pedicularis jonesii
- Pedicularis julica
- Pedicularis kaghanensis
- Pedicularis kangtingensis
- Pedicularis kansuensis
- Pedicularis karakorumiana
- Pedicularis karatavica
- Pedicularis kariensis
- Pedicularis kaufmannii
- Pedicularis kawaguchii
- Pedicularis keiskei
- Pedicularis kerneri
- Pedicularis khasiana
- Pedicularis kialensis
- Pedicularis kiangsiensis
- Pedicularis kingii
- Pedicularis klotzschii
- Pedicularis koidzumiana
- Pedicularis kokpakensis
- Pedicularis kolymensis
- Pedicularis kongboensis
- Pedicularis korolkowii
- Pedicularis koshiensis
- Pedicularis koueytchensis
- Pedicularis krylowii
- Pedicularis kuljabensis
- Pedicularis kungeica
- Pedicularis kuruchuensis
- Pedicularis kusnetzovii
- Pedicularis labordei
- Pedicularis labradorica
- Pedicularis lachnoglossa
- Pedicularis laktangensis
- Pedicularis lamioides
- Pedicularis lamjungensis
- Pedicularis lanata
- Pedicularis lanceifolia
- Pedicularis lanceolata
- Pedicularis langsdorffii
- Pedicularis lanpingensis
- Pedicularis lapponica
- Pedicularis lasiophrys
- Pedicularis lasiostachys
- Pedicularis latibracteata
- Pedicularis latirostris
- Pedicularis latituba
- Pedicularis laxiflora
- Pedicularis laxispica
- Pedicularis lecomtei
- Pedicularis legendrei
- Pedicularis leptosiphon
- Pedicularis leucodon
- Pedicularis lhasana
- Pedicularis liguliflora
- Pedicularis likiangensis
- Pedicularis limithangensis
- Pedicularis limnogena
- Pedicularis limprichtiana
- Pedicularis lineata
- Pedicularis lingelsheimiana
- Pedicularis lobatorostrata
- Pedicularis longicalyx
- Pedicularis longicaulis
- Pedicularis longiflora
- Pedicularis longipedicellata
- Pedicularis longipes
- Pedicularis longipetiolata
- Pedicularis longistipitata
- Pedicularis lophotricha
- Pedicularis ludlowiana
- Pedicularis ludwigii
- Pedicularis lunaris
- Pedicularis lunglingensis
- Pedicularis lutescens
- Pedicularis lyrata
- Pedicularis macilenta
- Pedicularis macrodonta
- Pedicularis macrorhyncha
- Pedicularis macrosiphon
- Pedicularis mairei
- Pedicularis mandshurica
- Pedicularis mariae
- Pedicularis masalskyi
- Pedicularis maximowiczii
- Pedicularis maxonii
- Pedicularis mayana
- Pedicularis megalantha
- Pedicularis megalochila
- Pedicularis melalimne
- Pedicularis melampyriflora
- Pedicularis membranacea
- Pedicularis merrilliana
- Pedicularis metaszetschuanica
- Pedicularis meteororhyncha
- Pedicularis mexicana
- Pedicularis micrantha
- Pedicularis microcalyx
- Pedicularis microchilae
- Pedicularis microloba
- Pedicularis minima
- Pedicularis minutilabris
- Pedicularis mixta
- Pedicularis mollis
- Pedicularis monbeigiana
- Pedicularis moschata
- Pedicularis moupinensis
- Pedicularis mucronulata
- Pedicularis muguensis
- Pedicularis multicaulis
- Pedicularis murreeana
- Pedicularis muscicola
- Pedicularis muscoides
- Pedicularis mussotii
- Pedicularis mustanghatana
- Pedicularis mychophila
- Pedicularis myriantha
- Pedicularis myriophylla
- Pedicularis nagaensis
- Pedicularis nana
- Pedicularis nanchuanensis
- Pedicularis nanfutashanensis
- Pedicularis nasturtiifolia
- Pedicularis nasuta
- Pedicularis neofischeri
- Pedicularis neolatituba
- Pedicularis nepalensis
- Pedicularis nigra
- Pedicularis ningjuingensis
- Pedicularis nipponica
- Pedicularis nobilis
- Pedicularis nodosa
- Pedicularis nordmanniana
- Pedicularis novaiae-zemliae
- Pedicularis numeniicephala
- Pedicularis numidica
- Pedicularis nyalamensis
- Pedicularis nyingchiensis
- Pedicularis obliquigaleata
- Pedicularis obscura
- Pedicularis ochiaiana
- Pedicularis ochotensis
- Pedicularis ochrorrhyncha
- Pedicularis odontochila
- Pedicularis odontocorys
- Pedicularis odontoloma
- Pedicularis odontophora
- Pedicularis oederi
- Pedicularis olgae
- Pedicularis oligantha
- Pedicularis oliveriana
- Pedicularis olympica
- Pedicularis omiiana
- Pedicularis ophiocephala
- Pedicularis orizabae
- Pedicularis ornithorhyncha
- Pedicularis orthantha
- Pedicularis orthocoryne
- Pedicularis oxycarpa
- Pedicularis oxyrhyncha
- Pedicularis paiana
- Pedicularis pallasii
- Pedicularis palustris
- Pedicularis panjutinii
- Pedicularis pantlingii
- Pedicularis paradoxa
- Pedicularis parryi
- Pedicularis parviflora
- Pedicularis pauciflora
- Pedicularis paxiana
- Pedicularis pectinata
- Pedicularis pectinatiformis
- Pedicularis pentagona
- Pedicularis perpusilla
- Pedicularis perrottetii
- Pedicularis petelotii
- Pedicularis petiolaris
- Pedicularis petitmenginii
- Pedicularis petrophila
- Pedicularis phaceliifolia
- Pedicularis pheulpinii
- Pedicularis philippica
- Pedicularis physocalyx
- Pedicularis pilostachya
- Pedicularis pinetorum
- Pedicularis platychila
- Pedicularis platyrhyncha
- Pedicularis plicata
- Pedicularis poluninii
- Pedicularis polygaloides
- Pedicularis polyodonta
- Pedicularis pontica
- Pedicularis popovii
- Pedicularis porrecta
- Pedicularis porriginosa
- Pedicularis portenschlagii
- Pedicularis potaninii
- Pedicularis praeruptorum
- Pedicularis prainiana
- Pedicularis princeps
- Pedicularis proboscidea
- Pedicularis procera
- Pedicularis przewalskii
- Pedicularis pseudoatra
- Pedicularis pseudocephalantha
- Pedicularis pseudocurvituba
- Pedicularis pseudoheydei
- Pedicularis pseudohookeriana
- Pedicularis pseudoingens
- Pedicularis pseudomelampyriflora
- Pedicularis pseudomuscicola
- Pedicularis pseudoregeliana
- Pedicularis pseudosteiningeri
- Pedicularis pseudoversicolor
- Pedicularis pteridifolia
- Pedicularis pubiflora
- Pedicularis pulchella
- Pedicularis pulchra
- Pedicularis punctata
- Pedicularis pushpangadanii
- Pedicularis pycnantha
- Pedicularis pygmaea
- Pedicularis pyramidata
- Pedicularis pyrenaica
- Pedicularis qinghaiensis
- Pedicularis quxiangensis
- Pedicularis racemosa
- Pedicularis rainierensis
- Pedicularis ramosissima
- Pedicularis rechingeri
- Pedicularis recurva
- Pedicularis recutita
- Pedicularis refracta
- Pedicularis regeliana
- Pedicularis remotiloba
- Pedicularis reptans
- Pedicularis resupinata
- Pedicularis retingensis
- Pedicularis rex
- Pedicularis reynieri
- Pedicularis rhinanthoides
- Pedicularis rhizomatosa
- Pedicularis rhodotricha
- Pedicularis rhynchodonta
- Pedicularis rhynchotricha
- Pedicularis rigida
- Pedicularis rigidescens
- Pedicularis rigidiformis
- Pedicularis rizhaoensis
- Pedicularis roborowskii
- Pedicularis robusta
- Pedicularis rohtangensis
- Pedicularis rosea
- Pedicularis roseialba
- Pedicularis rostratocapitata
- Pedicularis rostratospicata
- Pedicularis rotundifolia
- Pedicularis roylei
- Pedicularis rubens
- Pedicularis rubinskii
- Pedicularis rudis
- Pedicularis ruoergaiensis
- Pedicularis rupicola
- Pedicularis sagalaevii
- Pedicularis salicifolia
- Pedicularis salviiflora
- Pedicularis sanguilimbata
- Pedicularis sarawschanica
- Pedicularis sceptrum-carolinum
- Pedicularis schistostegia
- Pedicularis schizocalyx
- Pedicularis schizorrhyncha
- Pedicularis schugnana
- Pedicularis scolopax
- Pedicularis scullyana
- Pedicularis sectifolia
- Pedicularis semenowii
- Pedicularis semibarbata
- Pedicularis semitorta
- Pedicularis shansiensis
- Pedicularis sherriffii
- Pedicularis siamensis
- Pedicularis sibirica
- Pedicularis sibthorpii
- Pedicularis sigmoidea
- Pedicularis sikkimensis
- Pedicularis sima
- Pedicularis siphonantha
- Pedicularis smithiana
- Pedicularis songarica
- Pedicularis sorbifolia
- Pedicularis souliei
- Pedicularis sphaerantha
- Pedicularis spicata
- Pedicularis stadlmanniana
- Pedicularis staintonii
- Pedicularis steiningeri
- Pedicularis stenocorys
- Pedicularis stenophylla
- Pedicularis stenotheca
- Pedicularis stewardii
- Pedicularis stewartii
- Pedicularis straussii
- Pedicularis streptorhyncha
- Pedicularis striata
- Pedicularis strobilacea
- Pedicularis stylosa
- Pedicularis subrostrata
- Pedicularis subulatidens
- Pedicularis sudetica
- Pedicularis sunkosiana
- Pedicularis superba
- Pedicularis sylvatica
- Pedicularis szetschuanica
- Pedicularis tachanensis
- Pedicularis tahaiensis
- Pedicularis takpoensis
- Pedicularis talassica
- Pedicularis taliensis
- Pedicularis tamurensis
- Pedicularis tantalorhyncha
- Pedicularis tantalorhynchoides
- Pedicularis tapaoensis
- Pedicularis taquetii
- Pedicularis tatarinowii
- Pedicularis tatianae
- Pedicularis tatsienensis
- Pedicularis tayloriana
- Pedicularis tenacifolia
- Pedicularis tenera
- Pedicularis tenuicaulis
- Pedicularis tenuirostris
- Pedicularis tenuisecta
- Pedicularis tenuituba
- Pedicularis ternata
- Pedicularis terrenoflora
- Pedicularis thailandica
- Pedicularis thamnophila
- Pedicularis tianschanica
- Pedicularis tibetica
- Pedicularis tomentosa
- Pedicularis tongolensis
- Pedicularis torta
- Pedicularis transmorrisonensis
- Pedicularis transversa
- Pedicularis triangularidens
- Pedicularis trichocymba
- Pedicularis trichodonta
- Pedicularis trichoglossa
- Pedicularis trichomata
- Pedicularis tricolor
- Pedicularis tripinnata
- Pedicularis tristis
- Pedicularis tsaii
- Pedicularis tsangchanensis
- Pedicularis tsarungensis
- Pedicularis tsekouensis
- Pedicularis tsiangii
- Pedicularis tsoongii
- Pedicularis tuberosa
- Pedicularis uliginosa
- Pedicularis umbelliformis
- Pedicularis uralensis
- Pedicularis urceolata
- Pedicularis vagans
- Pedicularis waldheimii
- Pedicularis wallichii
- Pedicularis wardii
- Pedicularis variegata
- Pedicularis weixiensis
- Pedicularis venusta
- Pedicularis verae
- Pedicularis verbenifolia
- Pedicularis veronicifolia
- Pedicularis verticillata
- Pedicularis vialii
- Pedicularis wilhelmsiana
- Pedicularis villobracteata
- Pedicularis villosa
- Pedicularis wilsonii
- Pedicularis violascens
- Pedicularis wlassowiana
- Pedicularis woodii
- Pedicularis xiangchengensis
- Pedicularis xiyingshanensis
- Pedicularis xylopoda
- Pedicularis yalungensis
- Pedicularis yamazakiana
- Pedicularis yanyuanensis
- Pedicularis yaoshanensis
- Pedicularis yarilaica
- Pedicularis yezoensis
- Pedicularis yui
- Pedicularis yunnanensis
- Pedicularis zayuensis
- Pedicularis zeylanica
- Pedicularis zhongdianensis